# Manuel Reuter
Manuel Reuter, född den 6 december 1961 i Mainz i Tyskland, är en tysk racerförare.

## Racingkarriär
Reuter inledde sin karriär med att bli fyra i det tyska mästerskapet i formel 3 1985. Hans formelbilskarriär stannade dock av när han inte blev bättre än tia året därpå. Han skiftade istället till DTM, där han blev tvåa 1987 med Ford. 1988 tävlade Reuter med Brun Porsche i Sportvagns-VM, vilket gav honom chansen med Sauber Mercedes i Le Mans 24-timmars 1989, där han vann tävlingen tillsammans med Stanley Dickens och Jochen Mass. Han vann tävlingen även 1996 med Alexander Wurz och Davy Jones. 1996 var ett oerhört bra år för Reuter, då han även vann DTM (då kallat för ITC) totalt med Opel. De kommande åren körde han i det tyska supertouringmästerskapet, sedan DTM lagts ned, dock utan att lyckas bli bättre än femma sammanlagt. 2000 återskapades DTM, och Reuter körde för Team Phoenix Opel, med en andraplats som resultat i mästerskapet. Han skulle inte vinnan några mer DTM-race, då Opel föll efter Audi och Mercedes i utvecklingen, och under de kommande fem säsongerna blev Reuter som bäst nia i mästerskapet. Efter säsongen 2005 avslutade Reuter sin karriär.